# Hapkidô

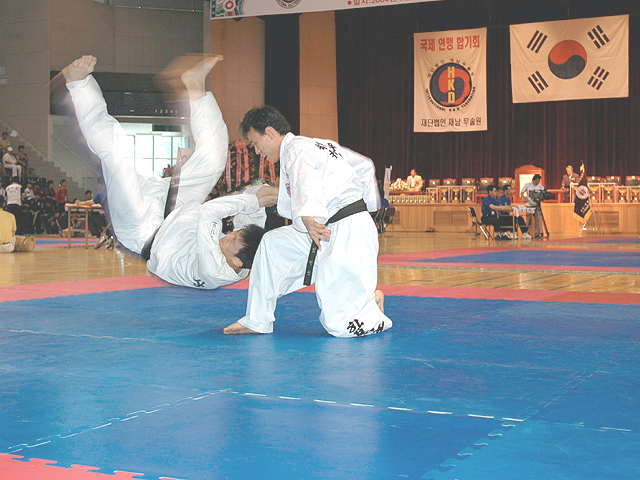
Campeonato de hapkido

O Hapkido é uma arte marcial sul-coreana especializada em defesa pessoal, sua base também é muito usada nos exércitos pelo mundo todo, o aprendizado de técnicas de ataques e defesas de socos, chutes, rolamentos, projeções, escapes, esquivas, torções, alavancas, imobilizações em pé ou no solo, técnicas de alongamento e respiração, além de englobar técnicas com armas de diversos tipos como bastões, espadas, bengalas, facas, leques. Essa arte marcial também ensina seus praticantes a auto defesa com praticamente qualquer objeto, por ser uma Arte capaz de se adaptar a qualquer adversário.

## História
A luta pela sobrevivência fez com que o homem adotasse diferentes e variadas formas de combates com ou sem armas, em algumas ocasiões de criação própria e em outras de imitação a animais ou de lutadores mais peritos. Em alguns casos, a base de sustentação tem as suas origens, nas características morfológicas e culturais dos habitantes dos países onde se desenvolveram através de múltiplas gerações. De início o Hapkido não era para ser utilizado como uma forma de defesa, seus movimentos eram treinados apenas para o desenvolvimento do “KI”, (força interior, energia vital), pelos monges budistas que saíram da Índia, para China em 67.a.C. Chegando na Coréia em junho do ano 372 d.C, em tempos de “Goryo”. Neste período os monges descobriram que alguns dos movimentos que utilizavam para os seus treinamentos físicos serviam para sua auto defesa contra agressores e salteadores, que encontraram em seu caminho, por onde passavam a catequizar (levar o Budismo), aos povos que viviam, na região do Oriente. Não sabemos ao certo se os monges Indianos já utilizavam as armas brancas como ”Dan guon”(faca pequena),”Jang guon”(faca longa-espada), “Dan boung”(bastão curto), ‘Jang boung”(bastão longo),”Yi”(bengala),”Kun”(corda) e “Tu sook”(estrela), porém sabemos que estas armas eram propicias para a época e existem até hoje dentro do Hapkido. Estes dois fatos históricos comprovam a existência do Hapkido e não esta descartada a hipótese de que o ele tenha dado origem a outras artes marciais. Os monges que chegaram na Coréia datam do 2ª ano do reinado do rei So Surim, em tempos de Goryo, logo que os monges chegaram, começaram a catequizar os povos que viviam naquela região, porém as técnicas de auto defesa que descobriram, só eram passadas para os nobres e para a guarda imperial, os pobres que eram a maior parte da população não tinham o conhecimento e nem acesso a estas técnicas. Devido à necessidade dos nobres ter que se defender, começaram a mesclar o que aprenderam com os monges Indianos e as técnicas rudimentares que já utilizavam. Porém os pobres continuaram sem ter acesso às técnicas do então nomeado Hapkido. O fato de que os pobres continuaram sem ter acesso às técnicas do Hapkido, quase o levou á extinção.
O HAPKIDO, acompanhou o crescimento do budismo desde os tempos de “GORYO”, até os tempos de três reinos, ”SILA”,(chila, pronuncia em português); “BAEK JE”, e “KOGURYO".Por ser o menor dos três reinos, ”SILA” sofria constantes invasões de salteadores que viviam pela região e de seus vizinhos “KOGURYO” e “BAEK JE”. Durante o reinado de “CHIN HEUNG”, vigésimo-quarto rei de “SILA”, que um grupo de jovens aristocratas, todos descendentes de famílias nobres , criaram um corpo de oficiais denominado de “HWARANG “ (jovens em flor), que tinham um treinamento severo e forte, além de uma sólida formação moral e ética, em pouco tempo muitos outros lutadores uniram-se a eles, formando uma força militar invejável, para a época, que se denominaram e foram conhecidos como os “HWARANG DO”, o reino de “SILA” começou a destacar-se por ser um reino menor e sempre vitorioso em suas batalhas, fazendo com que “COGURYU e BAEK JE”, fossem unificados a “SILA”, em 935 d.C.; Foi fundada a dinastia “KORYO”.
Foi no período dos três reinos, ”SILA, BAEK JE e KOGURYO”, que o budismo começou a ter a sua decadência por causa do “YUGUIO”, uma forte seita que se instalou na Coréia espalhando-se rapidamente, afetando o povo coreano em tudo. Nos costumes, modos, religião, e até mesmo politicamente, o “YUGUIO”, somente dava importância ao conhecimento da mente e desprezava o conhecimento das lutas ou como conhecemos hoje, as artes marciais. Passado os tempos de “GORYO”, e tempos de “LEE JIO”, o HAPKIDO foi praticamente esquecido e só teve continuidade através das múltiplas gerações de alguns nobres que deram continuidade às técnicas do HAPKIDO. E devido ao fato de não termos um livro, desta época, que relate ou ensine o HAPKIDO, passo a passo, não conseguimos ser reconhecidos como as outras artes marciais.

### Nova era
Choi Yong Sul nasceu em 1904, em Yong Dong, na província de Chungcheongbuk-do (ou Chung Buk, como antigamente era conhecida), Coréia, sendo levado como escravo (servente) para o Japão em 1912. Depois de diversas dificuldades (existem histórias controvesas sobre esta fase da vida de Choi), foi abandonado em um Templo Budista e, aos 11 anos, foi entregue ao Sokaku Takeda para desempenhar tarefas domésticas na sua casa. Takeda deu-lhe o nome de Yoshida Asao ou Yoshida Tatujutu, e o manteve a seu serviço até 1946, logo após a guerra, quando Choi teve a oportunidade de voltar pra Coréia. 
Ao seu regresso, continuando com as dificuldades (existem histórias ainda mais controversas sobre esta fase da vida de Choi), ele estabeleceu-se em Taegu, onde iniciou o ensino do Yawara (nome freqüente dado ao Ju Jutsu no Japão da época) ou Yu Sul (pronuncia coreana do termo Ju Jutsu), até 1986, quando morreu aos 82 anos. O Doju Kim Yun Sang foi o único aluno que acompanhou a evolução técnica da Arte transmitida por Choi Yong Sul, até a sua morte. 
Outro Mestres emigraram para o exterior (principalmente USA) e modificaram profundamente o Hapkido original, acrescendo mais Tekyon e, principalmente, técnicas de Si Pal Ki (técnica chinesa), com lógica e dinâmica totalmente opostas ao Yusul de Choi (incluído o uso de roupas extravagantes e uso intenso de armas chinesas). O resultado tem sido de qualidade duvidosa, na maioria das vezes. 
Diversos outros Mestres, fundadores de Artes Marciais modernas, como, por exemplo, Morihei Uyeshiba do Aikido e Doshin So do Shorin Ji Kenpo, também estudaram com Takeda. De fato, em Hanja/Kanji, a palavra Hapkido (Coreano) é Aikido (Japonês) são formas diferentes de pronunciar os mesmos ideogramas (合氣道); ou seja, são a mesma palavra. Da mesma forma, Hapkiyusul é a fonetização Coreana da palavra Aiki Ju Jitsu, em Japonês, utilizada por Takeda para nomear a sua Arte. No entanto, o caminho tomado por Uyeshiba na modificação da técnica do Ju Jitsu original é bastante diferente ao conteúdo técnico do Hapkiyusul transmitido por Choi Yong Sul na Coréia, que manteve a sua contextualização Marcial original, acrescido de algumas técnicas de chute derivadas do Taekyon (limitadas e, em geral, baixas). Essa combinação foi denominada como Yu Kwon Sul (유권술 em Hangul e 柔拳術 em Hanja) ou Hapkiyukwonsul ( 합기유권술 em Hangul e 合氣柔拳術 em Hanja) 
O nome Hapkido (합기도 em Hangul e 合氣道 em Hanja) foi utilizado só mais tarde, em 1963, tal vez criado por Ji Han Jae, o discípulo de Choi que, junto com Kim Mu Hyong, acresceu as técnicas de chute do Taekyon, sendo um dos grandes divulgadores desta forma modificada de Hapkisul, hoje conhecida no Mundo como Hapkido. No entanto, como já mencionado acima, Doju Nim Choi não ensinava esta forma modificada, sendo que a forma original do Yusul foi mantida por poucos Mestres e foi pouco divulgada no Ocidente. 
Dada a personalidade difícil de Choi Yong Sul, ele deixou poucos discípulos diretos praticando a sua técnica original, sendo que os seus discípulos tomaram caminhos separados. 
Ainda existem diversas versões do Hapkido "moderno" criadas por vários desses discípulos, foram acrescidas com técnicas de Si Pal Ki (derivado do estilo Tantui Chinês), complementando técnica da Arte original ensinada por Doju Nim Choi e que, através de Sokaku Takeda, recebera da linhagem de guerreiros fundada por Yoshimitsu Minamoto no Século XI, como complemento das técnicas de esgrima da casta Samurai do Japão.

### Kwan
Entre as décadas de 50 e 60, após a separação das Coréias, a Coréia do Sul passou por uma grande e rigorosa reformulação, saía do regime Imperial-Comunista, para o regime capitalista, esta grande reformulação só foi possível devido a forte união do povo Coreano.
O governo que se estabeleceu, teve que reformular todas as leis na Coréia do Sul e dentro das artes marciais esta reformulação também foi marcante, pois o governo Sul-Coreano a fim de organizar as artes marciais Coreanas, instalou o registro de “Kwan” (Família de escolas ou academias de artes marciais), porém muitas artes marciais Coreanas, não conseguiram seu registro de Kwan devido ao rigoroso critério imposto pelo governo. Para registrar um Kwan, o mestre tinha que provar que era um mestre de 7º, 8º, 9º ou 10º dan e ter no mínimo 30 academias ligadas a ele.
No caso do Hapkido, foram três os registro de Kwan, os quais são estes que respondiam pelo nome do Hapkido, junto com seus fundadores Sung Moo Kwan Hapkido, Ji Han Jae, Hapkido Bum Moo Kwan, GM Yun Sik Kim, Shin Moo Kwan Hapkido e Moo Wong Kim.
O governo Coreano também decretou o registro de “Associação”, a qual seria responsável pela organização dos Kwan, o mestre tinha que primeiro registrar o seu Kwan no governo e depois na associação, a primeira a ser reconhecida pelo governo foi à “Korea Kido Association”, tendo como seu primeiro presidente o Sr “Du Young Kim”.
A Korea Kido Association, não era uma associação especifica de Hapkido e até hoje ela incorpora mais de 30 (trinta) tipos de artes marciais diferentes.
Para resolver esta questão, os mestres: HAN JAE JI; YOUNG JIN KIM; KWANG SIK MIUNG; YONG WHAN KIM; TAE JOON LEE; DUK KYU WHANG; YOUNG WOO YU; BONG SOO HAN; SE LIM OH; SEO OH CHOI; YUN SIK KIM; JAE NAN MYUNG; JONG TEK KIM; e outros uniram–se para fundar a primeira associação que cuidasse especificamente do Hapkido, a ”Korea Hapkido Association”, também conhecida como “Dehan hapkido”, tendo como seu primeiro presidente o Sr “Ji Han Jae”. A união destes mestres também resultou no lançamento do 1º(primeiro) livro de hapkido, escrito pelos mestres “Kim Jong Tek e Myung Kwang Sik” Com a participação de todos os mestres da Korea Hapkido Association (KHA). Este livro é a maior fonte de origem de nossa história, juntamente com pesquisas feitas pela Confederação Brasileira de Hapkido e relatos vivenciados pelo Grão mestre Yun Sik Kim, o único discípulo direto do Grão mestre Young Sool Choi,o fundador do Hapkido da nova era.
Os registros de Kwan foram feitos até 1970 dentro do governo Coreano, após esta data não foi registrado mais nenhum Kwan, pois em 1971, o presidente da Coréia assina uma lei declarando o Tae Kwon Do, como esporte nacional Coreano.

### EstiloJung Do Kwan
Por volta de 1954 o jovem discípulo Park Sung Jae e seu Grão-mestre No Suk Pak passaram a organizar melhor os treinamentos, redefinir as técnicas a serem aprendidas para cada nível, enfim apresentar um novo formato mais organizado para o então Hapkido e também identificando esta nova escola como Jung Do Kwan (escola do caminho reto).
Grão Mestre Park Sung Jae faleceu em 16 de outubro de 2023, deixando um legado de mais de 50 anos de prática através de diversos mestres e grão mestres espalhados pelo Brasil e exterior.

## No Brasil
GM Park Sung Jae chega ao Brasil em 6 de Março de 1972. Muita gente pensa que ele foi convidado pelo exército brasileiro, mas na verdade ele chegou ao Brasil sem nenhum convite especial. O que aconteceu é que ele procurou o alto comando do exército e se ofereceu para ensinar os militares brasileiros.Neste momento nos tornamos uma elite em lutas marciais.
Para convencer o alto comando de suas qualidades técnicas foi preparado uma demonstração em um ginásio do exército em Quitaúna e nela o GM Park Sung Jae solicitou aos presentes que o atacassem. De forma surpreendente o GM Park Sung Jae dominou todos que o atacaram e os colocou no chão. GM Park Sung Jae agiu tão rápido que o coronel presente pediu para que ele repetisse a ação, porém aqueles que sofreram os ataques se recusaram a repetir em função dos fortes golpes que já haviam sofrido.
A partir de então o GM Park Sung Jae foi aceito e passou a treinar uma equipe do exército brasileiro que ainda hoje leva estes ensinamentos aos 4 cantos deste país.
Em homenagem ao Hapkido e ao GM Park Sung Jae pelo seu esforço e dedicação ao ensino dos militares brasileiros foi erguido um monumento dentro do quartel do exército.
Com a vinda do GM Park Sung Jae para o Brasil, seu irmão mestre Park Kyu Jae passou a tomar conta das academias na Coreia. GM Park Sung Jae falece em 13 de outubro de 2023.
Em 1977 chega a São Paulo o Grão Mestre Yun Sik Kim discípulo direto do fundador do Hapkido o Grão mestre Yong Sool Choi e do Grão mestre Ji Han Jae. O Grão Mestre Yun Sik Kim chega ao Brasil para difundir o Hapkido, trazendo á “World Bum Moo Hapkido Federation”, coligada á ”Korea Hapkido Association”, também conhecida como “Daehan Hapkido Federation”, na Coréia do Sul.
Em 1993 o Grão mestre Yun Sik Kim, auxiliado pelos seus alunos dá mais um grande passo para a divulgação e organização do Hapkido no Brasil, que é a fundação da Federação de Hapkido do Estado de São Paulo, a Primeira devidamente registrada e regulamentada no Brasil. Desde então o Grão Mestre Yun Sik Kim junto com seus alunos, começam a desenvolver vários eventos como: seminários, campeonatos, apresentações em redes de televisão, matérias em jornais e revistas, etc…
É importante ressaltar que os Integrantes da “World Bum Moo Hapkido Federation”, sempre participaram desde o primeiro encontro das artes marciais no Brasil até o último, realizado em 2012. Sendo citados pela mídia em geral como a melhor exibição de artes marciais.
Em 2001, com o auxilio de seus alunos o Grão mestre Yun Sik Kim dá o maior passo para legalizar e regulamentar definitivamente o Hapkido no Brasil. É fundada á “Confederação Brasileira de Hapkido ”, Órgão Máximo desenvolvido dentro das leis Brasileiras para comandar, coordenar e organizar o Hapkido no Brasil.
Em 2001, analisando a situação do Hapkido no Brasil, de uma forma geral, é que a Confederação Brasileira de Hapkido, dá ao Grão mestre Yun Sik Kim o título de “fundador do Hapkido no Brasil”.
Fora de São Paulo o Bum Moo é muito forte no Estado da Bahia, através do mestre Luiz Cláudio Xavier de Freitas, 5º dan, um dos principais alunos do mestre KIM. Pentacampeão brasileiro em luta. O mestre Xavier é o presidente da Federação Baiana de Hapkido primando por um Hapkido sério. Vale  ressaltar que a FBH foi criada em 1998 e anteriormente a Entidade que administrava o Hapkido na Bahia era o Centro de Treinamento e Estudo do Hapkido, criado em 1988 pelo mestre Cláudio Xavier que foi o primeiro baiano no ano de 2003 a conquistar o título de SABUNIN que significa aquele que é MESTRE.
Alguns professores coreanos chegaram aos Estados Unidos no começo da década de 60 para ensinar o Hapkido. Entretanto, o Hapkido teve seu primeiro grande contato com o Ocidente no momento em que a Korea Hapkido Association enviou quinze de seus membros a Guerra do Vietnã para uma demonstração à tropas coreanas, americanas e vietnamitas do sul. O Mestre Hee Song Kim, fundador da escola SONG DO KWAN, médico e advogado, veio para o Brasil e instalou-se, inicialmente, em São Paulo, e mais tarde, passou a residir em Curitiba definitivamente.
Diante desse contato, professores coreanos como Mestre Lim (BA) que formou o primeiro faixa preta na Bahia, Ricardo Nery, chegaram ao Brasil no final da década de 60. Contudo, o sistema coreano introduzido na Bahia foi o KUK SOOL WON, uma outra arte marcial criada pelo Mestre In Hyuk Suh que havia treinado o Hapkido. Logo após Mestre Kang Byung Hak chegou em São Paulo. Em 1971 chega oficialmente em São Paulo o Grão Mestre Park Sung Jae, representando a Korea Hapkido Association. Alguns praticantes continuam trabalhando com o estilo dos Mestres citados, embora estes não deem supervisão integral, com exceção do Grão-mestre Park Sung Jae - São Paulo.

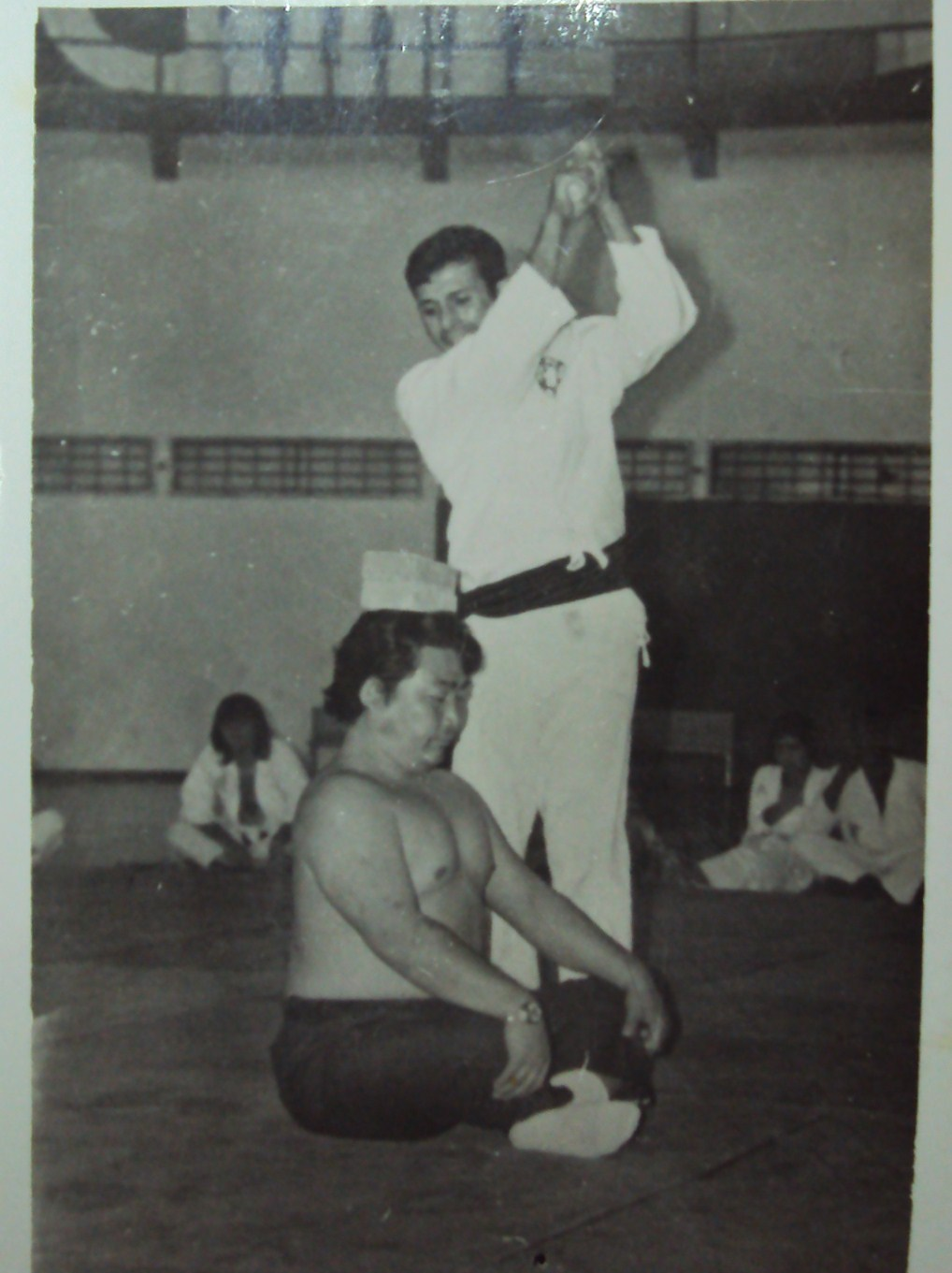
Mestre Park Sung Jae em apresentação para a TV Cultura
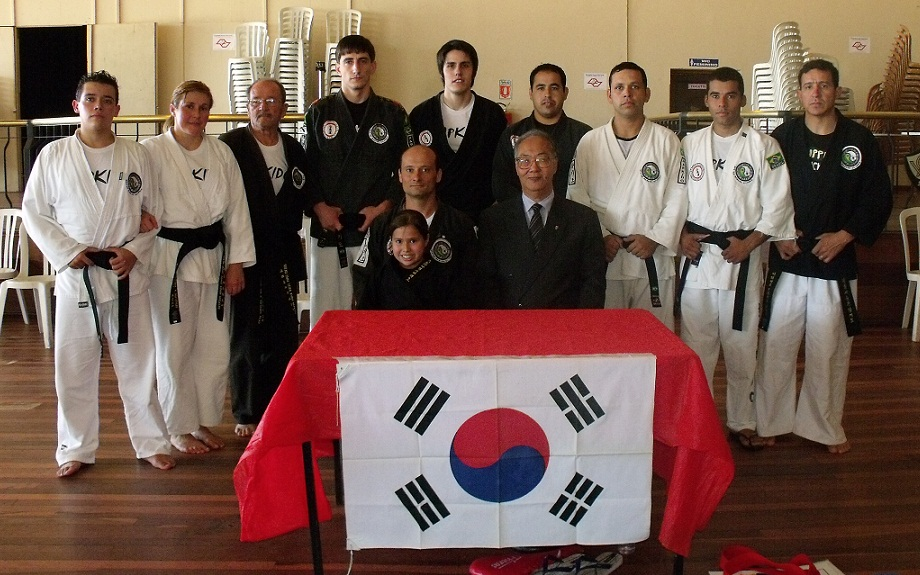
Grão Mestre Park Sung Jae, exame de faixas pretas

## Graduações do Hapkido
Tendo em vista uma grande quantidade de estilos no Hapkido, não existe um padrão estabelecido sobre qual seria a ordem de graduação, portanto, é preciso conhecer um estilo para saber sua metodologia de graduação.

## Armas
O Hapkido abrange diversas modalidades de combate armado com ênfase em controle, precisão, utilizando diversos armamentos tais como:
- Faca de madeira (Kal)
- Faca curva (Noun/Karambit)
- Bastão curto (Danbong)
- Bastões longos (Jangbong)
- Kubotan (Tae Bong)
- Espada de madeira (Mokgom)
- Espada de metal (Gom)
- Leque (Putche)
- Tonfa marcial (Gongbong)
- Foice (Kama-Gama)
- Guarda-chuva (Usan)
- Bengala (Tipang)
- Arma de fogo simulada (Mokgum)
- Arco e Flecha (Hwal-gwa hwasal)

Vale ressaltar que  cada estilo enfatiza o usa de alguns armamentos então é preciso conhecer um estilo para saber sua metodologia